# Aj (mitología)
| G25 |

| G25 |

Aj representado como un ibis.

Aj (Akh) (representado en jeroglíficos como un ibis eremita, y forma al tiempo la raíz del significado "ser benéfico") fue uno de los elementos del ser humano para los antiguos egipcios, aunque varió de significado a lo largo de la historia de la mitología egipcia. 
Era una fuerza espiritual de carácter sobrenatural. El Aj pertenecía al cielo, en dualidad con el cuerpo humano, que pertenecía a la tierra. En el Imperio Antiguo, al rey difunto se le realizaba el rito "Saj"  para transfigurarle y hacerle espíritu Aj. 
En general, para alcanzar el Aj, después de la muerte, se deberían realizar ceremonias mágicas con rituales y lectura de pasajes escogidos de los antiguos Textos de las Pirámides, de los Sarcófagos y del Libro de los Muertos.
La evolución de las representaciones del Aj permiten seguir la desaparición del ibis eremita en Egipto.

## Creencias
Al principio, fue la inalterable unificación de Ka y Ba, los otros componentes del espíritu en la mitología egipcia, que creaba la unión tras la muerte del cuerpo físico. En este sentido era como una especie de "fantasma". 
Tras esto, pasó a ser parte del Aj-Aj, el conjunto de Aj de otras personas, dioses y animales. Con este enfoque era el aspecto que tendría la persona cuando se reuniera con los dioses en el inframundo, la Duat, siendo inmortal e inalterable.
Posteriormente el Ka fue considerado como el cambio dentro del Aj y del Ba tras la muerte, lo contrario a unirse con el Ba para convertirse en Aj. Dentro de esta creencia el Aj permanecía cierto tiempo en el inframundo antes de volver y ser reencarnado como Ka, con un nuevo Ba.
La separación de Aj y Ba y unión de Ka y Ba se conseguían tras la muerte mediante los textos y hechizos funerarios, con el objetivo de traer fuerza. Una vez que esto se conseguía, era seguro que ese individuo no "moriría una segunda vez", una muerte que supondría el fin de la existencia.
Finalmente, el Aj tenía un significado de espíritus o demonios intermediarios entre los seres humanos y los dioses.
Para los antiguos egipcios los componentes del espíritu humano eran: Ib, Ka, Ba, Aj, Ren y Sheut.